# František Hojer
František Hojer (27. dubna 1896 – 16. prosince 1940) byl český fotbalista, obránce, československý reprezentant, účastník olympijských her v Paříži roku 1924.

## Sportovní kariéra
Za československou reprezentaci odehrál v letech 1923–1926 pět utkání. Hrál již na Vojenských hrách v Římě roku 1919, utkání zde sehraná však nebyla později uznána za oficiální mezistátní utkání. Byl dlouholetým kapitánem Viktorie Žižkov, s níž získal roku 1916 Pohár dobročinnosti, v jejímž dresu však stihl sehrát jen jednu oficiální ligovou sezónu (1925 – 5/1). Poté působil ve Slavii Praha (1925–1926 – 13/9), Čechii Karlín (1927–1928 – 10/4), SK Libeň (1928–1929 – 3/0) a ČAFC (1929–1930 – 13/3). V lize odehrál 44 utkání a dal 17 gólů. Byl bratrem fotbalisty Antonína Hojera. Český sportovní novinář a historik Zdeněk Šálek o něm v encyklopedii Slavné nohy napsal: "Všestranný hráč vysoké postavy, charakterizovala jej přesná přihrávka. Ve dvojici reprezentačních obránců hrál vždy se svým starším bratrem Antonínem, při posledním startu s Ženíškem."